# Katrijn De Clercq
Katrijn De Clercq (Oosterzele, 5 febbraio 2002) è una pistard e ciclista su strada belga che corre per il team Lotto Ladies. Specialista dell'endurance su pista, ha vinto cinque medaglie agli Europei Under-23, tra cui l'oro nell'americana nell'edizione 2024, e l'argento europeo Elite sempre nell'americana nel 2024.

## Palmarès

### Pista
- 2020 (Juniores)

Campionati europei, Corsa a punti Junior
Campionati europei, Americana Junior (con Marith Vanhove)
- 2022

Campionati belgi, Omnium
Campionati belgi, Americana (con Marith Vanhove)
Campionati belgi, Corsa a punti
- 2023

Campionati belgi, Americana (con Hélène Hesters)
- 2024

Campionati europei, Americana Under-23 (con Hélène Hesters)
Campionati belgi, Scratch
Campionati belgi, Americana (con Lani Wittevrongel)

### Strada
- 2023 (Lotto Dstny Ladies, due vittorie)

GP Lucien Van Impe
1ª tappa Watersley Womens Challenge (Neerharen > Mopertingen)

## Piazzamenti

### Competizioni mondiali
- Campionati del mondo su pista

Francoforte sull'Oder 2019 - Scratch Junior: 20ª
Francoforte sull'Oder 2019 - Omnium Junior: 7ª
Francoforte sull'Oder 2019 - Corsa a punti Junior: 8ª
Roubaix 2021 - Americana: 8ª
St. Quentin-en-Yvelines 2022 - Scratch: 13ª
Glasgow 2023 - Scratch: 18ª
Glasgow 2023 - Americana: 13ª
Ballerup 2024 - Inseguimento individuale: 7ª
Ballerup 2024 - Americana: 8ª
- Giochi olimpici

Parigi 2024 - Americana: 10ª

### Competizioni continentali
- Campionati europei su pista

Gand 2019 - Scratch Junior: 5ª
Gand 2019 - Inseguimento a squadre Junior: 5ª
Gand 2019 - Omnium Junior: 4ª
Gand 2019 - Americana Junior: 9ª
Fiorenzuola d'Arda 2020 - Inseguimento a squadre Junior: 5ª
Fiorenzuola d'Arda 2020 - Corsa a punti Junior: vincitrice
Fiorenzuola d'Arda 2020 - Omnium Junior: 7ª
Fiorenzuola d'Arda 2020 - Americana Junior: vincitrice
Apeldoorn 2021 - Corsa a eliminazione Under-23: 8ª
Apeldoorn 2021 - Inseguimento individuale Under-23: 11ª
Apeldoorn 2021 - Scratch Under-23: 5ª
Apeldoorn 2021 - Americana Under-23: 4ª
Grenchen 2021 - Scratch: 11ª
Grenchen 2021 - Corsa a eliminazione: 17ª
Grenchen 2021 - Inseguimento individuale: 13ª
Grenchen 2021 - Americana: 10ª
Anadia 2022 - Corsa a punti Under-23: 8ª
Anadia 2022 - Americana Under-23: 3ª
Monaco di Baviera 2022 - Scratch: 8ª
Monaco di Baviera 2022 - Inseguimento individuale: 13ª
Monaco di Baviera 2022 - Americana: 10ª
Anadia 2023 - Scratch Under-23: 7ª
Anadia 2023 - Americana Under-23: 2ª
Anadia 2023 - Omnium Under-23: 2ª
Anadia 2023 - Corsa a eliminazione Under-23: 2ª
Apeldoorn 2024 - Inseguimento a squadre: 5ª
Apeldoorn 2024 - Americana: 2ª
Cottbus 2024 - Scratch Under-23: 6ª
Cottbus 2024 - Americana Under-23: vincitrice
- Campionati europei su strada

Alkmaar 2019 - In linea Junior: 39ª
Plouay 2020 - In linea Junior: 3ª
Anadia 2022 - In linea Under-23: 47ª
Drenthe 2023 - In linea Under-23: 40ª